# 尼子橋
尼子橋（あまこはし）は福島県いわき市にある道路橋である。

## 概要
いわき市中心部の平地区と内郷地区の間を流れる新川にかかる橋であり、現在は福島県道20号いわき上三坂小野線（国道6号旧道）、旧々国道6号と2本の橋がかかる。

### 福島県道20号いわき上三坂小野線（旧国道6号）
1972年（昭和47年）に国道6号の橋として架けられた単純合成鋼板桁橋である。全長は65m、幅員は17.8m。北岸は内郷御台境町、南岸は内郷小島町。片側2車線で供用されており、北側にはいわき市の交通の要衝である内郷御台境交差点（市道050388号御台境町北好間線（旧国道49号）交点）がある。

### 二級市道160044号下能新町前線（旧々国道6号）
国道の約150m下流に架かる橋であり、1983年（昭和58年）2月完成、1986年（昭和61年）7月供用のPC桁橋である。全長は57m、幅員は4.5m。北岸は平字尼子町、南岸は内郷小島町。センターラインのない対面交通で供用されている。内郷を代表する建造物であり、徳姫が建造したと言われる国宝白水阿弥陀堂の浄土式庭園の橋を模して欄干は朱色に塗られており、親柱には金色の擬宝珠が飾られている。新川の堤防改修により橋東側の取付部に高低差が出来てしまったため、橋が川を渡った直後に直角に屈曲する線形となっており、この部分の道路交通の安全対策を行ったことから完成から供用まで間が開いている。

## 歴史
平安時代末期に、徳姫（後の徳尼御前）が住民の願いを聞き入れ当地に橋をかける資金を出したという伝説が有り、これが橋名の由来ともなっている。1761年（宝暦11年）には「夏の日には夕暮れの納涼に人多く集まり小水下流れて橋下多くは田なり、霖雨（りんう）（長雨）には四方の山方よりおちくるしずくにて、たちまち湖のごとく、ほたる多し、雪の朝こそさすがにすてがたき所なり」（磐城枕友）と吉田定顕によって記されている。当時の新川は現在の新川西緑地公園を北岸としており、橋の長さは約240m程の長さであったと言われ、度々絵葉書の題材にもされていた。当時距離が長い橋のため「長橋」とも呼ばれており、新川緑地公園周辺の地名、平長橋は当橋を由来とする。
1920年（大正9年）度にそれまでの木橋が改築され、後に自動車を通すことになるが、常磐炭鉱からの物資輸送のトラックなどが行き交い、度々路面補修を行う状態であった。1949年（昭和24年）に国道6号整備の一環で新たな橋が着工、1951年（昭和26年）3月に完成した。延長48メートル、幅員11メートルのコンクリート桁橋で、従来の木橋の上流側に架設された。それまでの木橋は解体も視野に入れられたが、川の流路部分のみに短縮したうえで改築、1954年（昭和29年）3月に全長42mの木橋として完成した。水害のたびに補修して生活道路として利用されていたが、1977年（昭和52年）9月の台風11号によって越水を伴う水害が発生、新川の河川改修と治水事業が翌年度に河川激甚災害対策特別緊急事業として行われる一環で市道の尼子橋の架替が計画された。当初は人道橋とする計画であったが、地元の要望により現在の橋が1983年（昭和58年）2月に完成した。
一方、国道6号現道の尼子橋も幅員が狭く、橋脚の沈下による変状も激しかったために、1972年（昭和47年）に河川改修を期に現在の橋に架け替えられた。